# Luka Rocco Magnotta
Pour les articles homonymes, voir Newman et Clinton.
Luka Rocco Magnotta, surnommé le Dépeceur de Montréal, né Eric Clinton Kirk Newman, le 24 juillet 1982 à Scarborough (Ontario), est un criminel canadien.
Il est l'auteur en 2012 du meurtre prémédité de Lin Jun, un étudiant chinois installé au Canada. Ayant utilisé Internet pour diffuser une vidéo dans laquelle il mutilait le cadavre de sa victime, il est parfois présenté comme le premier « tueur sur Internet » bien que l'utilisation d'Internet dans des affaires de meurtre se soit produite antérieurement.
Magnotta, qui travaillait comme escorte masculine et à quelques occasions comme acteur pornographique, se fait remarquer plusieurs années avant cette affaire en tentant de se créer une notoriété sur le web ; il est à l’origine de vidéos de tortures de chatons.
Le 30 mai 2012, après l'envoi par la poste, à plusieurs destinataires, de morceaux du corps de Jun Lin, Magnotta est visé en tant que principal suspect par un avis de recherche pancanadien, puis international. Durant plusieurs jours, il est considéré comme le fugitif le plus recherché du Canada. Il est arrêté dans un cybercafé de Berlin le 4 juin 2012. Lors de son procès, en 2014, il reconnaît les faits, mais plaide la démence passagère. Il est reconnu coupable et condamné à la prison à vie, dont 25 ans sans possibilité de libération conditionnelle.

## Biographie

### Jeunesse
Eric Clinton Kirk Newman naît à Scarborough, dans la province canadienne de l'Ontario. Son père est absent, alcoolique et schizophrène.
Il est élevé à Lindsay par sa grand-mère maternelle Phylis, femme elle aussi tyrannique et étudie à la I. E. Weldon Secondary School. Très perturbé durant son adolescence, il est diagnostiqué schizophrène. En rupture avec sa famille, Eric Newman change légalement de nom le 12 août 2006, pour s'appeler Luka Rocco Magnotta, en référence à un Magnotta, un producteur de vin, et à la pornstar Rocco Siffredi,. Il subit plusieurs opérations de chirurgie esthétique sans jamais être satisfait de son apparence.
À partir de 2003, Luka Rocco Magnotta travaille occasionnellement comme danseur nu et mannequin, mais gagne surtout sa vie comme escorte. Il se définit comme bisexuel, métrosexuel ; il est présenté comme narcissique,.
Il tente une carrière dans le cinéma pornographique, dont il prétend par la suite être une vedette. S'il a bien fait, au cours des années 2000, quelques apparitions dans des pornos homosexuels à très petit budget, il n’a jamais atteint une quelconque notoriété dans ce domaine, et semble avoir davantage travaillé comme fluffer que comme acteur.
En 2004, il est arrêté et inculpé pour plusieurs délits, dont vol de matériel, escroquerie et agression sexuelle sur une femme. Sa défense plaide à l'époque l'irresponsabilité en invoquant ses problèmes mentaux. Il est condamné à neuf mois d'emprisonnement avec sursis et un an de mise à l'épreuve, avec obligation de soins psychiatriques,.
Il tente de se faire connaître par le biais de la téléréalité en participant en 2007 à l'émission Cover Guy, destinée à découvrir des mannequins masculins et diffusée sur la chaîne homosexuelle Out TV. Sa candidature n'est pas retenue.

### Activités sur Internet
Dans les années 2000, Luka Magnotta cherche à devenir célèbre en créant un engouement sur Internet autour de sa personne. À partir de 2005, il publie sur des forums, des blogues et diverses pages (20 sites et 70 pages Facebook), sous 127 pseudonymes différents dénombrés, des commentaires dans lesquels il parle de sa vie. En 2007, il accorde à un site gay un entretien dans lequel il se vante de ses performances sexuelles et dit viser une carrière d'escorte haut de gamme.
Avec un ami, Luka Magnotta crée de nombreux profils sur des réseaux sociaux, ainsi que des forums à sa gloire, en tentant de se faire passer pour une célébrité, et notamment pour une vedette de films pornographiques. En 2010, il crée un site personnel sur lequel il multiplie les propos agressifs, voire racistes. Un membre de sa famille indique par la suite que Luka Magnotta a longtemps eu pour habitude de lancer des rumeurs à propos de lui-même, dans le but de se faire remarquer. Des messages relatifs à Magnotta apparaissent également en 2011 sur le forum du site d'extrême droite Stormfront : il y est présenté comme un héros de la liberté d'expression, qui serait persécuté par les autorités canadiennes pour son opposition à l'immigration et son soutien au suprémacisme blanc.
Durant plusieurs années, il tente d'associer son nom à celui de la criminelle Karla Homolka. En 2007, il se fait passer sur Internet pour le petit ami de cette dernière, puis appelle des médias pour se plaindre de ces rumeurs en assurant qu'elles lui nuisent dans sa carrière de mannequin : il réussit à se faire interviewer à ce sujet par le Toronto Sun. Le journaliste qui l'avait rencontré à l'époque se souvient en 2012 l'avoir trouvé inquiétant et avoir deviné qu'il s'agissait d'un affabulateur à la recherche de publicité ; il aurait cependant considéré que Magnotta représentait avant tout un danger pour lui-même. En 2011 et 2012, l'article Wikipédia de Karla Homolka est modifié à plusieurs reprises, peut-être par Magnotta lui-même, pour tenter de la présenter comme l'épouse de ce dernier,.
Magnotta est identifié comme l'auteur de trois vidéos diffusées sur Internet à partir de 2010 dans lesquelles il torture des chatons,,. Ces vidéos le montrent en train de tuer deux chatons en les étouffant dans un sac plastique à l’aide d’un aspirateur, d’en noyer un dans un bain et de donner à manger un chat à un python. Après l'avoir identifié, des activistes pour les droits des animaux, l’Animal Beta Project, proposent d'offrir une récompense de 5 000 $ pour sa capture dans le but de le faire juger,,. Selon les bureaux de Scotland Yard, le vidéo du python aurait été prise lorsque Magnotta vivait à Londres en 2011. Magnotta annonce sur son blog qu'après avoir tué des animaux, il récidivera avec des êtres humains.
En mars 2012, moins de trois mois avant le meurtre de Lin Jun, Magnotta est l'objet d'un article de blog — probablement rédigé par lui-même — qui le présente comme un tueur en série nécrophile.
Le 19 mai 2012, moins d'une semaine avant le meurtre, il invite un inconnu chez lui, lui donne du vin contenant de la drogue puis approche une scie électrique de sa tête avant de se rendre compte que les doses n'étaient pas assez fortes. L'inconnu repart le lendemain, vivant,.

### Meurtre de Jun Lin
Jun Lin (en chinois : 林俊, Lín Jùn) se faisait appeler Patrick Jun, en français, et Justin Lin, en anglais, pour mieux s’intégrer au Canada. Né le 30 décembre 1978 à Wuhan dans la province du Hubei, en Chine,,, il s’était installé en juillet 2011 au Canada, pour y suivre des études d’ingénieur en sciences informatiques à l’université Concordia à Montréal, et finançait son cursus en travaillant à temps partiel dans une épicerie,,,. Jun Lin cachait son homosexualité à sa famille ; en mai 2012, il s’était séparé depuis peu de son compagnon chinois qui avait vécu un temps avec lui à Montréal,.

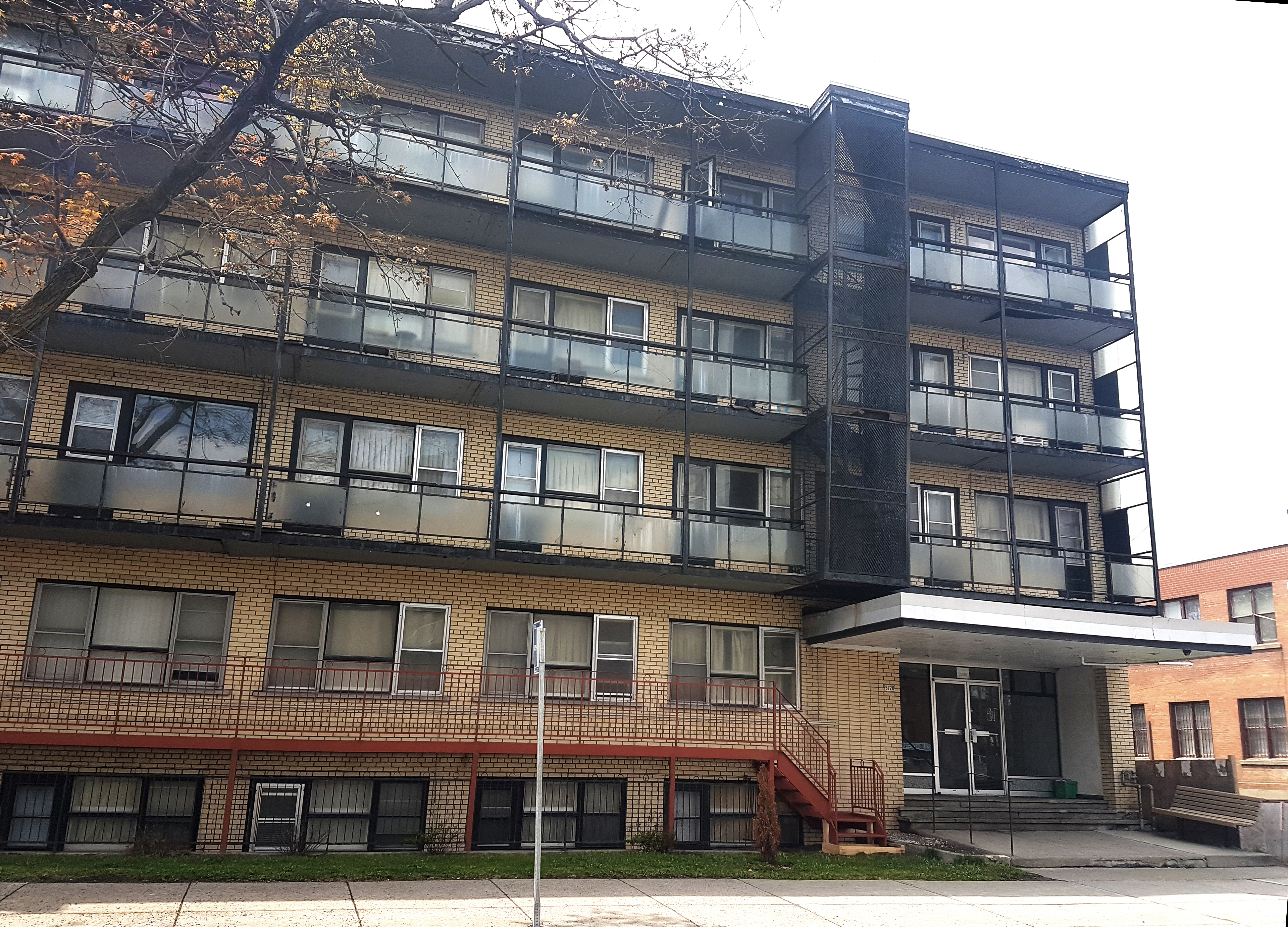
Immeuble dans lequel a eu lieu le meurtre de Jun Lin.

Le 25 mai 2012, une vidéo montée de près de 11 minutes,, est mise en ligne sur le site Internet Bestgore.com. Dans l'appartement 208 du 5720 du boulevard Décarie de Magnotta, on y voit d'abord des images d'un homme ligoté et non identifié. C’est ensuite Jun Lin qui apparaît sur la vidéo, déjà mort, égorgé et à qui Magnotta coupe une fesse avec un couteau et une fourchette, sans que l’on sache s’il s’agit d’un véritable acte de cannibalisme. La mise à mort n’a pas été filmée. Le cadavre de la victime est ensuite mutilé, démembré et violé,,. La vidéo a comme fond sonore la chanson du film American Psycho, du groupe New Order ; True Faith. Dès le 27 mai, sous différents pseudonymes, Magnotta a publié sur des forums Internet des commentaires annonçant la publication dans le web profond d’un snuff movie, auquel il donne lui-même le titre de 1 Lunatic 1 Ice Pick (littéralement 1 lunatique 1 pic à glace, titre inspiré de celui du film pornographique scatophile 2 girls 1 cup). Selon Ian Lafrenière, bien que le Service de police de la Ville de Montréal ait tenté à plusieurs reprises de faire retirer la vidéo de l'Internet, les internautes ont permis de rassembler les faux noms du tueur.
Le 29 mai 2012, la police de Montréal (SPVM) est appelée dans le secteur de Côte-des-Neiges par le concierge qui a découvert un tronc décapité et démembré dans une valise à l'odeur pestilentielle jetée dans les ordures d'une ruelle de son immeuble. Le même jour, un colis postal contenant un pied humain est reçu au siège du Parti conservateur du Canada, à Ottawa. Le colis taché de sang est ouvert par la directrice des opérations politiques du parti, Jenni Byrne (en), qui appelle immédiatement le Service de police d’Ottawa (OPS) et avertit le service de sécurité du premier ministre du Canada Stephen Harper de menaces. Plus tard dans la journée, un employé découvre un autre colis suspect dans un centre de traitement de Postes Canada : le paquet contient une main humaine, destinée au Parti libéral. Dans la nuit, la police de Montréal, la police d’Ottawa et la Gendarmerie royale du Canada (GRC) établissent que tous les membres appartiennent au même individu et découvrent la scène du crime près de l’endroit où le tronc a été retrouvé. L’enquête est confiée aux enquêteurs du module des crimes majeurs du Service de police de la Ville de Montréal, qui travaillent en collaboration avec la GRC. Ils font appel à l’expertise du FBI pour tracer la vidéo du crime mise en ligne le 25 mai 2012. Le SPVM identifie rapidement le suspect comme étant Luka Magnotta et lance un mandat d’arrêt pancanadien, à l'origine d'une chasse à l’homme d’envergure nationale.
La police, qui n’a pas encore retrouvé tous les morceaux du corps, exploite les caméras de vidéo-surveillance pour remonter la piste de Magnotta. Aux alentours de 23 heures, elle perquisitionne son appartement et y découvre les traces de son crime. Elle identifie la victime le 1er juin. Selon le quotidien La Presse, une note accompagnait le colis livré au Parti conservateur indiquant que d’autres morceaux de corps avaient été envoyés par la Poste et que l’auteur avait l’intention de tuer à nouveau. La police travaille alors avec Poste Canada pour retrouver les membres manquants.
Le 5 juin 2012, l’école St. George’s School reçoit un colis contenant un pied humain et le Conseil scolaire de Vancouver un autre colis contenant une main humaine,,,,,. On ignore à ce jour les raisons du choix de ces destinataires. Le lendemain, le 6 juin 2012, la police de Montréal découvre que Luka Magnotta a séjourné durant une période indéterminée à Vancouver et qu’il a loué un appartement sous l’un de ses surnoms.
Des restes humains, retrouvés dans le parc Angrignon de Montréal, sont identifiés le 4 juillet 2012 comme appartenant au corps de Lin Jun.

### Fuite et arrestation
Du 26 mai 2012 au 27 mai 2012, Magnotta se trouve à bord d'un vol Air Transat vers Paris. D'après les témoignages, dans l'avion, Luka Magnotta après avoir dormi, apparaît nerveux, agité et fébrile,. À son arrivée à Paris, Luka Magnotta a les cheveux bruns mi-longs et a l'allure d'un adolescent. Il porte un pantalon vert-kaki et un tee-shirt sur lequel est sérigraphié un dessin de Mickey comme le confirment les témoignages et la vidéosurveillance de l'aéroport,. À sa sortie de l’aéroport Paris-Roissy−Charles-de-Gaulle en France, il prend un taxi. Il est hébergé en début de semaine à Clichy-la-Garenne, chez un homme rencontré sur un site de rencontre homosexuelle, puis il choisit un hôtel discret situé avenue Gallieni, La Soummam, à Bagnolet, dans la proche banlieue est de Paris. Il apparaît calme et s'adresse au patron en anglais. Il réserve une chambre, qu'il paye comptant pour huit nuits d'avance en présentant un faux passeport au nom de Kirk Tramel, nom de famille inspiré de Catherine Tramell, personnage du film Basic Instinct joué par Sharon Stone.
Quatre jours après la fuite de Magnotta, le 31 mai 2012, la police, via Interpol, émet une « notice rouge » d'arrêt international ; la presse canadienne diffuse la nouvelle de son départ pour la France.
La police française décide alors d'effectuer des recherches ciblées dans des hôtels de l'agglomération parisienne. Elle établit avec certitude la présence du suspect à Paris dès le 27 mai 2012, lors de son arrivée à l'aéroport Paris-Roissy−Charles-de-Gaulle. Il aurait alors logé deux nuits dans un hôtel du quartier des Batignolles dans le 17e arrondissement de Paris. Il a été signalé dans un hôtel de Bagnolet le 2 juin 2012, en Seine-Saint-Denis. En réalité, Luka Magnotta a alors déjà quitté Paris et le territoire français. Son téléphone portable, qu'il a abandonné dans le métro parisien, continue à activer des antennes-relais, ce qui laisse à penser qu'il se trouve encore dans la capitale française.
La police remonte sa trace grâce au témoignage d'un chauffeur de taxi qui a reconnu dans la presse la photo du fugitif. Luka Magnotta prend un billet d'autobus à l'agence de la compagnie d'autocar Eurolines du 18e arrondissement de Paris. Le 31 mai 2012, il ne redort plus à l'hôtel. Dans la soirée, il se rend à la gare routière internationale de Paris-Gallieni de Bagnolet et emprunte un autocar Eurolines vers 19 h 30 en direction de Berlin, en Allemagne. La police française retrouve des affaires, des revues pornographiques et des sacs vomitoires de la compagnie d'avion dans la chambre d'hôtel. Durant le trajet Paris-Berlin, il voyage aussi sous le pseudonyme de Kirk Tramell grâce à son faux passeport. Il arrive à la gare routière (ZOB Berlin Am Funkturm) à l'ouest de Berlin le 1er juin 2012 vers 9 h 15. Le 1er juin, un nouveau mandat d'arrêt est lancé : Magnotta est accusé de meurtre au 1er degré, d'outrage à un cadavre, d'envoi de matériel obscène par la poste et de menaces contre le Premier ministre du Canada et plusieurs députés fédéraux, qui ne sont pas nommés dans le mandat.
Le 4 juin 2012, peu avant midi, Luka Magnotta se rend dans un cybercafé dans le quartier populaire de Berlin-Neukölln, au sud de la ville, où le gérant l'installe au poste no 25. Son visage lui semble familier, mais il ne le reconnaît que lorsque ce dernier consulte des sites français qui reprennent une série d'articles à son sujet et rappellent son avis de recherche,. Le gérant avertit les autorités une première fois, puis une seconde fois, en arrêtant une voiture de patrouille, conduite par des policiers stagiaires, qui passait dans la rue. Luka Magnotta est finalement arrêté sur place peu après 13 h 30. Il donne dans un premier temps une fausse identité, puis se résigne en disant : « vous m'avez eu. » Il est arrêté par la police allemande dans le calme et ressort menotté, sous l'œil d'une caméra de surveillance. Il a alors les cheveux courts et blonds peroxydés.
Cette affaire choque notamment l'opinion publique en Chine, où Magnotta est accusé de crime raciste. Le ministre canadien des Affaires étrangères John Baird appelle l'ambassadeur chinois Zhang Junsai pour lui transmettre ses profondes condoléances.

### Extradition d’Allemagne
Luka Magnotta, en fuite, est arrêté le 4 juin 2012 par la police allemande. Il est accusé de meurtre prémédité, d'outrage à un cadavre, de publication de matériel obscène, d'envoi par la poste de matériel obscène et harcèlement criminel contre le premier ministre canadien Stephen Harper et d'autres personnes. Il est détenu au commissariat principal dans le centre de Berlin.
Au lendemain de son arrestation, il est présenté à un juge qui lui confirme son arrestation. Le parquet de Berlin indique que Luka Magnotta ne s'opposera pas à son extradition vers le Canada. Luka Magnotta est transféré, le 5 juin 2012, dans l'une des principales prisons de la ville, dans le quartier de Moabit. Le Canada doit déposer auprès du parquet de Berlin une demande officielle d'extradition, accompagnée de documents étayant les éléments de preuves à l'appui. Le tribunal régional supérieur de Berlin est chargé d’examiner si une extradition est conforme au droit puis, s'il répond par l’affirmative, le parquet doit ensuite demander cette extradition au gouvernement allemand qui examine alors si le pays vers lequel le suspect est extradé ne risque pas d’appliquer une condamnation violant les droits de l'homme.
Le 14 juin 2012, la cour juge que les preuves contre Luka Rocco Magnotta sont assez concluantes pour qu'il soit maintenu en prison avant son extradition. Il fait l'objet des cinq chefs d'accusation suivant : « meurtre au premier degré », « outrage à cadavre », « publication de choses obscènes », « envoi par la poste de choses obscènes » et « harcèlement criminel » contre, entre autres, Stephen Harper. Magnotta décide de plaider non coupable. Le procureur demande à la cour qu'il soit transféré dans une autre unité de détention en attendant l'extradition. Le 18 juin 2012, le ministère canadien de la Justice confirme les informations de CBC indiquant que Luka Magnotta quitte l'Allemagne pour Montréal sous l'escorte du SPVM. Il quitte Berlin vers 11 h à bord d'un avion CC-150 Polaris de l'Aviation royale du Canada sous escorte de la police de Montréal, de la Gendarmerie royale du Canada et de l'Agence des services frontaliers du Canada. L'appareil atterrit à l'Aéroport Montréal-Mirabel peu après 19 h.
Une enquête de La Presse canadienne réalisée en 2012 le désigne comme la personnalité ayant le plus marqué les médias canadiens durant l'année,.
En 2014, un documentaire intitulé Luka Magnotta : sexe, gloire et meurtre est consacré à l'affaire : mais, en août, la justice canadienne interdit sa diffusion afin d'éviter toute interférence avec les procédures en cours.

### Procès et condamnation
À l'issue de onze jours d'audiences préliminaires, qui commencent le 11 mars 2013 dans le but d'évaluer les preuves à charge, la préméditation de Luka Rocco Magnotta est reconnue.
Le procès commence le 29 septembre 2014 à Montréal, en présence du père de la victime qui a quitté son emploi en Chine afin de pouvoir assister aux audiences au Canada. Le premier jour, Magnotta reconnaît avoir tué Lin Jun, mais plaide « non coupable » en raison de son état mental au moment des faits. Sa défense vise à le faire reconnaître comme pénalement irresponsable, en raison de la schizophrénie dont il souffre.
L'un des enjeux du procès est de se prononcer sur la santé mentale de l'accusé, et sur sa responsabilité pénale. Luka Magnotta est examiné par une médecin psychiatre pendant plusieurs mois, à la demande de la défense. Selon la conclusion du rapport de 127 pages, Luka Magnotta souffre de « schizophrénie paranoïde » et était en pleine psychose au moment du crime.
Durant une audience, la vidéo du meurtre filmée par Luka Magnotta, sans la musique, est montrée à la cour. Le père de l'accusé témoigne de son enfance isolée et de ses troubles mentaux.
Le 23 décembre 2014, après huit jours de délibérations, Luka Magnotta est reconnu coupable de meurtre avec préméditation et de tous les autres chefs d'accusation qui pesaient sur lui. Il est condamné à la réclusion criminelle à perpétuité, sans possibilité de libération conditionnelle avant 25 ans,. En janvier 2015, il a fait appel de sa condamnation, avant d'y renoncer un mois plus tard.
Après sa condamnation, des soutiens du tueur s’expriment sur Internet. Sur la page Facebook « Free Luka Rocco Magnotta » tenue par son « fan club », certaines personnes postent des messages d’amour, des photomontages et des mémos pour ne pas oublier de lui envoyer des cartes postales à Noël et pour son anniversaire. Des femmes hybristophiles fantasment sur lui.
En juin 2015, il fait parler de lui en s'inscrivant sur un site de rencontres spécial pour les détenus, Canadian Inmates Connect Inc.. Il déclare avoir retiré son annonce et écrit une lettre à la créatrice du site, lui indiquant avoir trouvé son « prince charmant ». Détenu dans l'Établissement Archambault, il se vante de vivre dans une prison dorée et est transféré trois mois plus tard vers un établissement de très haute sécurité à Port-Cartier.
En 2017, il se marie avec un autre détenu, Anthony Jolin, soupçonné d’être un suprémaciste blanc,.

### Détention
En 2020, la mère de Luka Rocco Magnotta demande sa libération en raison de la pandémie de Covid-19. En 2021, Luka Magnotta demande à être transféré d'une prison de sécurité maximale vers une prison de sécurité moyenne : la cour fédérale d'Ottawa rejette sa requête et Luka Magnotta fait appel.

### Transfert carcéral et révélation transgenre
En août 2022, Luka Rocco Magnotta a été transféré du pénitencier de haute sécurité de Port-Cartier (en) vers l'établissement carcéral à sécurité moyenne de La Macaza (en), situé dans les Hautes-Laurentides,. Les médias n'ont appris ce transfert qu'en mars 2024. Ce transfert aurait été approuvé en raison des nombreux traitements spécialisés demandés par Magnotta, qui s’identifie comme une personne transgenre et utilise désormais le prénom Violette. Le tueur en série Paul Bernardo est également détenu dans ce même établissement.

## Adaptations cinématographiques

### Netflix
L'affaire du meurtre de Jun Lin est adaptée dans un documentaire de la plateforme Netflix intitulé « Don't Fuck With Cats », présenté en trois épisodes d'une heure chacun,,.

### Cinéma
La seule adaptation fictionnelle qui existe à ce jour est un court-métrage réalisé par Lucien Burckel de Tell intitulé Lukas M. Le film raconte le séjour parisien du criminel canadien, le rôle principal étant interprété par Thibault Servière[réf. nécessaire].

### Filmographie
- Naomi Hiltz, Luka Magnotta : sexe, gloire et meurtre, documentaire, 2014
- Lucien Burckel de Tell, Lukas M., court-métrage 2024, avec Thibault Servière.

### Documentaires télévisés
- Le Dépeceur de Montréal (2012), dans l'émission Présumé Innocent, présenté par Adrienne de Malleray, sur Direct 8.
- Le Dépeceur de Montréal (deuxième reportage, mai 2013, dans Devoir d'enquête, sur la Une (RTBF).
- Moi, Luka Magnotta (décembre 2012), de Karl Zéro et Daisy d'Errata, sur 13e rue.
- Affaire Magnotta (premier reportage), janvier 2016, dans Chroniques criminelles, sur NT1.
- Luka Rocco Magnotta : le dépeceur de Montréal (mars 2017), dans Faites entrer l'accusé, sur France 2.
- Le Dépeceur de Montréal (13 novembre 2017), dans Crimes, sur NRJ 12.
- Don't f*** with cats : un tueur trop viral (décembre 2019), documentaire en trois épisodes d'environ une heure chacun, sur Netflix.
- Affaire Magnotta : le dépeceur de Montréal (16 juin 2020), dans Dossiers criminels, sur AB3.

### Émissions radiophoniques
- « Luka Rocco Magnotta, le dépeceur de Montréal » le 5 septembre 2014 dans L'Heure du crime de Jacques Pradel sur RTL.
- « Sept jours de traque : la cavale du "dépeceur de Montréal" » le 4 septembre 2023 dans Affaires sensibles de Fabrice Drouelle sur France Inter.